# Biblioteca Balmes
La Biblioteca Balmes és una institució cultural catòlica nascuda a Barcelona el 1923 per a l'estudi de la història eclesiàstica. El 1998 tenia un fons de 30.000 llibres i un variat repertori de revistes estrangeres d'aquesta temàtica. Inclou també uns 150 volums de la biblioteca personal de Jaume Balmes i Urpià.

## Història
Fou creada el 1923 pel jesuïta Ignasi Casanovas com una iniciativa del Foment de Pietat Catalana (entitat fundada el 1911 per impulsar la publicació de textos religiosos en llengua catalana).
El referent de la Biblioteca Balmes era l'Institut Catòlic de París (i altres universitats catòliques del continent) a qui prenia com a model amb la intenció d'esdevenir algun dia una institució religiosa d'educació superior. Casanovas mateix va manifestar que volia corregir «la tendència massa exclusivament literària» i poc científica de la cultura catalana, especialment la cultura religiosa, i a la vegada també era una mesura per tal de defensar-se del laïcisme majoritari dels científics. Amb aquest programa no sorprèn que les obres que publicava la Biblioteca fossin una mescla d'apologètica i positivisme a la vegada.
El 1925 va aparèixer el primer número de la longeva revista Analecta Sacra Tarraconensia, la primera revista del seu gènere a l'Estat espanyol. A partir del 1932 aquesta publicació es va centrar específicament en la història religiosa. Entre 1927 i 1952 també va publicar Bibliografia hispànica de ciències històrico-eclesiàstiques. I va iniciar sota el seu segell editorial la col·lecció Biblioteca Històrica de la Biblioteca Balmes, en el marc de la qual es van publicar les obres completes del teòleg Jaume Balmes i del bisbe Josep Torras i Bages.
Entre els becats per la Biblioteca hi va haver Eduard Junyent el 1927 per tal de començar els estudis a l'Institut d'Arqueologia Cristiana de Roma, i també Josep Rius l'any següent per investigar a l'Arxiu Vaticà.
Però després de la Guerra Civil, la dictadura franquista va eliminar el Foment de Pietat Catalana (malgrat l'assassinat d'Ignasi Casanovas el 1936) i llavors la Biblioteca va ser absorbida per la Institució Balmesiana. Aquesta va continuar editant Analecta Sacra Tarraconensia, però substituint la llengua catalana emprada fins llavors per la castellana. Josep Vives en fou rellevat de la direcció per passar a dirigir el 1942 la delegació barcelonina del CSIC, institució que havia de fer la competència a l'IEC. Més endavant fou designat per engegar el madrileny Instituto Enrique Flórez de Historia Eclesiástica i la nova revista Hispania Sacra el 1948. L'octubre de 2024 va integrar dins l'estructura de la Biblioteca Pública Episcopal del Seminari Conciliar de Barcelona, passant a compartir catàleg, i integrant polítiques de gestió, accés i circulació.

## Programa
L'objectiu més important pel qual es va fundar la institució era l'edició d'obres sobre història eclesiàstica, per a les quals es va disposar dels instruments de la recerca moderna: bibliografia especialitzada, revistes, documentació original, beques per estudiar a l'estranger, etc. També van voler redirigir les obres sobre història, que en aquell moment eren de temàtiques molt disperses i localistes. Gràcies al primer director Josep Vives (bibliògraf i editor de fonts), aquests objectius de la Biblioteca Balmes tingueren com a conseqüència una certa modernització de la metodologia usada en la ciència històrica, que afavorí el rigor i el bon ús de les citacions documentals.

### Projecte fallit
Un dels objectius concrets de la Biblioteca va ser l'elaboració del Codex Diplomaticus Universae Provinciae Ecclesasticae Tarraconensis, obra magna que revivia el projecte que havia tingut el monjo Jaume Pasqual al segle xviii (el Sacrae Cathaloniae Antiquitatis Monumenta), és a dir, una gran recerca general i recopilació de documentació original així com la seva investigació sistematitzada per un equip de tècnics erudits. En canvi, el projecte no tenia interès a publicar monografies especialitzades, que deixava a les iniciatives individuals. Per a aquest projecte es va crear la Comissió d'Història Eclesiàstica que formaven diversos historiadors i arxivers: Sanç Capdevila, Josep Gudiol, Joan Serra, Sebastià Puig, Josep Mas, Ramon Casadevall, Segimon Cunill, Pere Pujol, Joan Altisent i Eduard Solé i Josep Masdeu. Finalment, però, el projecte va avortar quan el papa Pius XI va adjudicar a Paul Kehr el projecte de la Hispania Pontificia.